# Liste der Bischöfe von Senlis
Die folgenden Personen waren Bischöfe vom Bistum Senlis mit Sitz in Senlis (Frankreich):
- Rieul von Senlis (oder Regulus) († Ende 4./Anfang 5. Jahrhundert)
- Nicenus (?)
- Mansuetus (?)
- Venustus (?)
- Tanitus (?)
- Jocundus (?)
- Protatus (oder Protritus) (?)
- Modestus (?)
- um 511–513: Heiliger Levain (oder Levangius oder Livanianus)
- 513–519: Passif (oder Passivus)
- 519–547: Nonnullus
- Hodiernus (oder Fredigernus oder Frodigerius) (?)
- um 549 bis um 557: Heiliger Gonotigerne (oder Gonotigernus)
- Heiliger Sanctin (oder Sanctinus)
- um 584: Heiliger Maculphe (oder Malulfus)
- 6. Jh.: Heiliger Léthard (oder Letardus)
- 6. Jh.: Heiliger Candide (oder Candidus) (?)
- 625 bis um 649: Heiliger Agomer (oder Agmarus, Agomar)
- 652 bis um 685: Heiliger Ausbert (oder Autbertus)
- Hl. Amand(us)
- um 767 bis um 769: Heiliger Erembert (oder Erambertus)
- Heiliger Wulfrède (oder Vulfredus)
- Antalfrède (oder Antalfridus oder Amalsindus)
- Bertolinus (oder Bethelmus)
- Odovinus (oder Odonius oder Idoinus)
- Adelbert (oder Adalbertus)
- Renaut (oder Ragnaldus oder Reginaldus)
- 813–816: Ermenon (oder Erminus)
- 829–838: Gottfried I. (oder Godofredus)
- 840–871: Herpoin (oder Herpuinus)
- 871–897: Aubert (oder Hadebertus oder Audebertus)
- 899 oder 900–909: Otfrid (oder Othfredus)
- 918 oder 923–936: Adelelone (oder Adelelmus)
- 937–?: Bernuin(us)
- Guntbertus (?)
- um 948: Ivo I. (oder Yves)
- 965 oder 972: Constance (oder Constantius)
- 987 oder 989–993: Eudes I. (oder Odo)
- 996 oder 998: Robert I. (oder Robertus)
- 1015: Raoul I. (oder Rodulph(us))
- 1021 oder 1022–1027: Guy I. le Bon (oder Guido)
- 1029: Raoul II. (oder Rodulphus)
- 1030–1042: Guy II. (oder Guido)
- 1043–1053: Frotland(us) I.
- 1058: Guy III. (oder Guido)
- 1059–1067: Frotland(us) II.
- 1067 oder 1068–1069: Eudes II. (oder Odo)
- 1072 oder 1074–1075: Rolland(us)
- 1075 oder 1076: Ingelran (oder Ingelardus)
- 1076 oder 1077–1079: Ivo II. (oder Yves)
- 1081 oder 1082–1093: Ursion (oder Ursio oder Ursus), Kanzler von Frankreich
- 1093 oder 1094–1095: Hugo (oder Hugues)
- 1095 oder 1097–1099: Liétaud (oder Letaldus)
- 1099–1115: Hubert(us)
- 1115 oder 1117–1133: Clérembaut (oder Clarembaldus)
- 1134 bis 8. April 1151: Pierre I. (oder Petrus)
- 1151–1154: Thibaud (oder Theobaldus)
- 1155 oder 1156–1167: Amaury (oder Amauricus)
- 1168 oder 1169–1185: Henri(cus)
- 1185–1213: Geoffroy II. (oder Gaufridus)
- 1213 oder 1214 bis 18. April 1227: Guérin (oder Garinus), Kanzler von Frankreich
- 1227 oder 1228 bis 20. August 1258: Adam de Chambly
- 1259 bis 1. Oktober 1260: Robert II. de La Houssaye
- 1260–1283: Robert III. de Cressonsart
- 1287–1288: Gautier de Chambly et Nuilly (oder Gualterus)
- 1290 oder 1291–1293 oder 1294: Pierre II. Cailleau (oder Petrus Cailleu oder Chaillou)
- 1292 oder 1294 bis 9. Mai 1308: Guy IV. de Plailly (oder Guido)
- 1308 oder 1309–1313: Guillaume I. de Baron (oder Guilielmus de Berrone)
- 5. November 1314 bis 1334: Pierre III. de Baron (oder Petrus Barrière)
- um 1335–1337: Vast de Villiers (oder Vedastus de Villaribus)
- 1337–1339: Etienne de Villiers (oder Stephanus de Villaribus)
- 1339 bis 27. August 1344: Robert IV. de Plailly
- 31. August 1344 bis 1349: Pierre IV. de Cros
- 1349–1351: Denys I. le Grand (oder Dionysus)
- 1351–1356: Pierre V. de Treigny
- um 1356?: Pierre VI. de Proverville (?)
- 1356–1377: Adam de Nemours
- um 1377 bis um 1379: Martin (oder Martinus)
- um 1379 bis um 1380: Pierre VII. (oder Petrus)
- 1380 bis 8. September 1409: Jean I. Dieudonné (oder Joannes Dodieu)
- 2. Oktober 1409 bis 11. April 1415: Pierre VIII. Praoul
- 10. Mai 1415 bis 12. Juni 1418: Jean II. d’Archery (oder Joannes Dachery)
- 23. Juni 1418 bis 23. November (?) 1422: Pierre IX. de Chissey
- 14. Mai 1423 bis 12. Oktober 1429: Jean III. Fouquerel
- 20. April 1432 oder 1433 bis 6. Mai 1434: Guillaume II. de Hottot (oder Guiliemus de Hotot)
- 1434–1447: Jean IV. Raphanel
- 4. Mai 1447 bis 1496: Simon Bonnet
- 26. September 1496 bis 3. März 1499: Jean V. Neveu
- 11. April 1499 bis 29. August 1515: Charles de Blanchefort (Haus Blanchefort)
- 1515–1517: Nicolas I. de Sains
- 1. Februar 1517 bis 1522: Jean VI. Calvi (oder Joannes Calueau)
- 1522 bis 27. August 1526: Artus Fillon (oder Arturius)
- 1527: Oudart Hennequin (oder Odardus)
- 29. März 1528 bis 8. Dezember 1536: Guillaume III. Petit (oder Guilielmus Parvi)
- 8. Januar 1537 bis 14. September 1559: René Le Roullier (oder Renatus Le Rouillé)
- 27. März 1560 bis 13. Juni 1560: Crespin de Brichanteau (oder Crispinus)
- 17. Juli 1560 bis 1561: Louis Guillart (oder Ludovicus)
- 19. September 1561 bis 30. Oktober 1583: Pierre X. Le Chevalier
- 6. Mai 1584 bis 1602: Guillaume IV. Rose
- 24. März 1602 bis 15. März 1610: Antoine Rose
- 1610–1622: Kardinal François de La Rochefoucauld
- 19. September 1622 bis 15. Juli 1652: Nicolas II Sanguin
- 14. Januar 1653 bis 13. März 1702: Denys II Sanguin (oder Dionysus)
- 16. April 1702 bis 16. April 1714: Jean-François de Chamillart
- 25. November 1714 bis 4. Januar 1754: François-Firmin Trudaine (oder Firminus)
- 16. Juni 1754 bis 21. September 1801: Jean-Armand de Bessuéjouls de Roquelaure

1822 wurde das Bistum Senlis in das Bistum Beauvais eingegliedert.